# Krabbenkutter

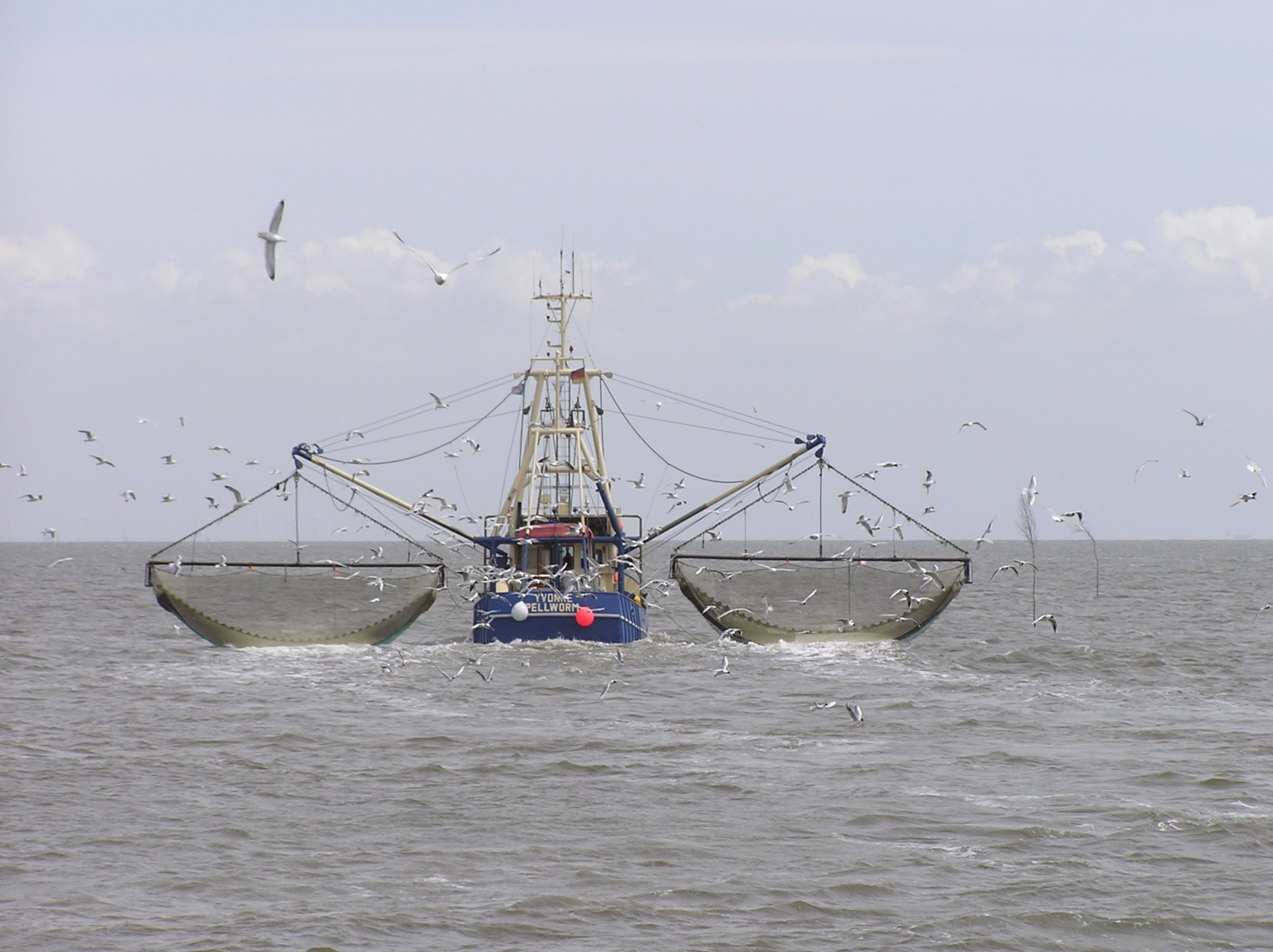
Fischender Krabbenkutter bei Südfall

Ein Krabbenkutter ist ein speziell für den Fang von Nordseegarnelen (in der Küchensprache Krabben oder Granat genannt) im Flachwasser ausgerüstetes Fischereifahrzeug, dessen Grundschleppnetze über Ausleger paarig an den Seiten geführt werden. 

## Bauweise

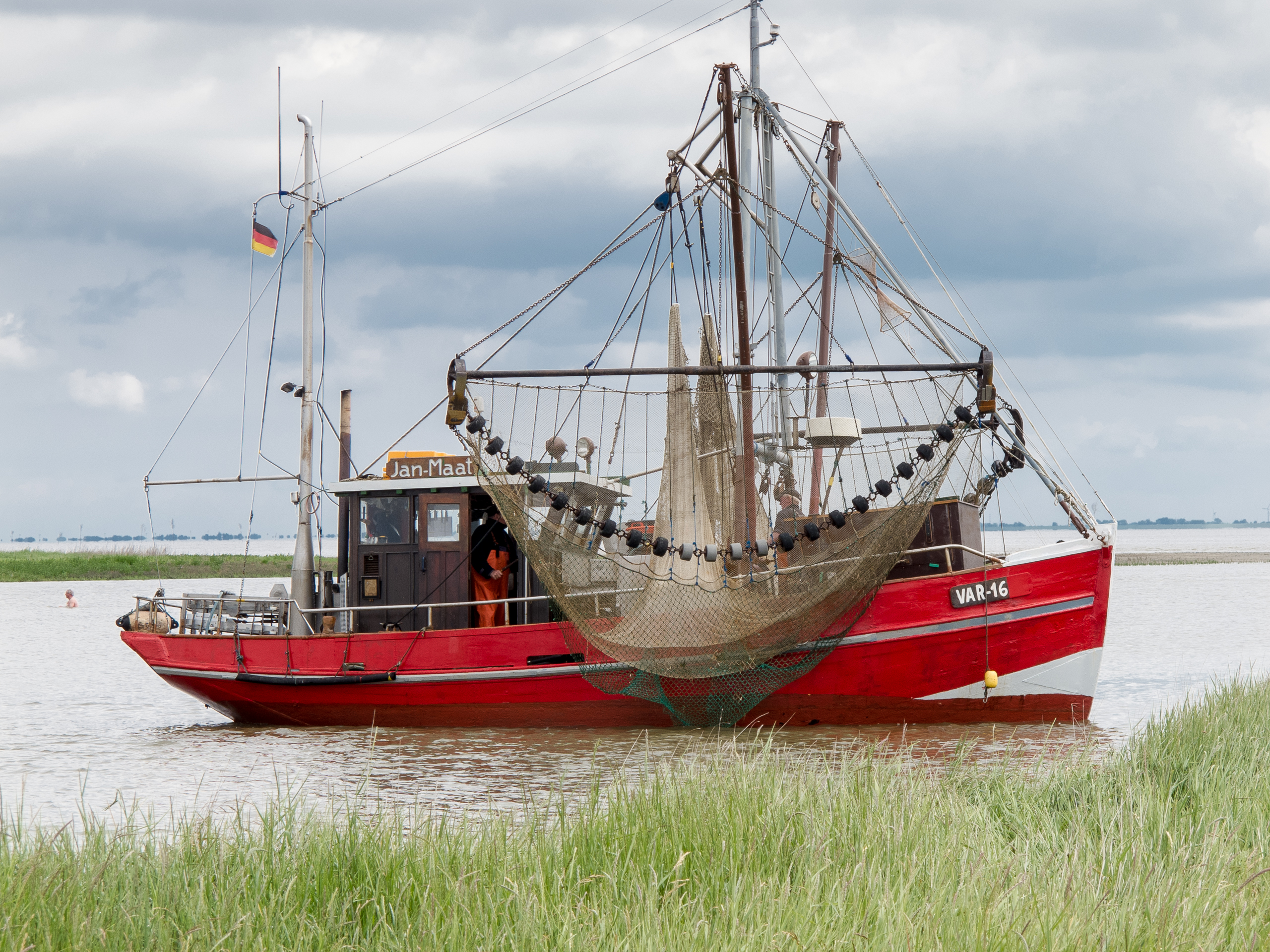
Krabbenkutter mit Baumkurren vor Varel

Als Schiffsantrieb dient ein Dieselmotor, der einen in den meisten Fällen ummantelten Propeller antreibt. Die Länge der Kutter kann bis zu 20 m betragen, die Breite bis zu 4,5 m. Ein Tiefgang von rund 1,8 m wird selten überschritten. Stationiert sind diese Schiffstypen an der Nordsee und der Ostsee in kleinen Häfen (Kutterhäfen), die oft auch über einen Verarbeitungsbetrieb für den angelandeten Fang verfügen. Zu den bekannten Kutterhäfen gehören Dorum, Greetsiel und Fedderwardersiel.
Als empfindliches Lebensmittel müssen die Garnelen schon an Bord abgekocht werden. Dies geschieht direkt im entnommenen Seewasser in einem Kochkessel, was den Tieren ihr spezielles Aroma verschafft. Bei der Verarbeitung anfallender Abfall wird zumeist über Bord geworfen, weshalb Krabbenkutter meist von einem Schwarm Möwen verfolgt werden.
In Deutschland fischen heute nur noch rund 280 Kutter an Nord- und Ostsee nach Garnelen. Der Fang geschieht über zwei Ausleger, den in Tönning erfundenen Baumkurren, an denen die Fangnetze seitlich in das Wasser gelassen und dann an Rollen gleitend über den Meeresboden gezogen werden und dabei die Krabben aufschrecken und einfangen (Grundnetz = „Kurre“).
Amerikanische Krabbenkutter sind in der Regel um etwa 10 m länger als deutsche Kutter, was sich durch die raueren Seeverhältnisse von Atlantik, Pazifik und insbesondere des Beringmeers erklärt.
Wie alle Kutter, die der Fischerei dienen, bedürfen auch Krabbenkutter einer Registrierung im Heimathafen und müssen ein Fischereikennzeichen, bestehend aus einer Buchstabenfolge von einem bis zu fünf Buchstaben für den Heimathafen und einer Registriernummer, am Bug des Fahrzeuges führen.